# Welsh International 2023
Die Welsh International 2023 fanden vom 28. November bis zum 2. Dezember 2023 im Sport Wales National Centre in Cardiff statt. Es war die 72. Auflage der offenen internationalen Meisterschaften von Wales im Badminton.

## Sieger und Platzierte
| Disziplin    | Gold                                | Silber                                    | Bronze                                |
| ------------ | ----------------------------------- | ----------------------------------------- | ------------------------------------- |
| Herreneinzel | Joakim Oldorff                      | Cholan Kayan                              | Milan Dratva                          |
| Herreneinzel | Joakim Oldorff                      | Cholan Kayan                              | Ade Resky Dwicahyo                    |
| Dameneinzel  | Rosy Oktavia Pancasari              | Ágnes Kőrösi                              | Miu Lin Ngan                          |
| Dameneinzel  | Rosy Oktavia Pancasari              | Ágnes Kőrösi                              | Josefine Redkjær Jensen               |
| Herrendoppel | Christopher Grimley Matthew Grimley | Bjarne Geiss Jan Colin Völker             | Natan Begga Baptiste Labarthe         |
| Herrendoppel | Christopher Grimley Matthew Grimley | Bjarne Geiss Jan Colin Völker             | Andreas Søndergaard Jesper Toft       |
| Damendoppel  | Gabriela Stoeva Stefani Stoeva      | Natasja P. Anthonisen Alyssa Tirtosentono | Sharone Bauer Emilie Vercelot         |
| Damendoppel  | Gabriela Stoeva Stefani Stoeva      | Natasja P. Anthonisen Alyssa Tirtosentono | Julie Finne-Ipsen Mai Surrow          |
| Mixed        | Jan Colin Völker Stine Küspert      | Gregory Mairs Jenny Mairs                 | Ties van der Lecq Alyssa Tirtosentono |
| Mixed        | Jan Colin Völker Stine Küspert      | Gregory Mairs Jenny Mairs                 | Brandon Yap Abbygael Harris           |